# Ellesse Andrews
Ellesse Andrews, född den 31 december 1999 in Christchurch, Canterbury, är en nyzeeländsk tävlingscyklist.
Andrews tog OS-silver i keirin i samband med OS 2020. Vid VM 2023 tog hon guld i kerin och brons i den individuella sprinten. Vid OS 2024 tog hon silver i lagsprinten, och guld i den individuella sprinten samt i keirin.